# Jogos Asiáticos de 1986
Os Jogos Asiáticos de 1986 foram a décima edição do evento multiesportivo realizado na Ásia a cada quatro anos. O evento foi realizado em Seul, na Coreia do Sul, e, por ter sido considerado um evento teste, usou as mesmas instalações dos Jogos Olímpicos de Verão de 1988. O evento foi marcado por um atentado a bomba no Aeroporto Kimpo ocorrido dias antes do início dos Jogos e que causou a morte de cinco pessoas, incluindo um treinador.
Seu logotipo era formado pelo tradicional sol vermelho das demais edições, sobre três grandes formas em azul a representarem as águas. O mascote era um gato, traçado em preto, correndo o revezamento.

## Países participantes
22 países participaram do evento:
| - Arábia Saudita - Bangladesh - Bahrein - China - Coreia do Sul - Filipinas - Hong Kong - Índia - Indonésia - Jordânia - Japão | - Kuwait - Irão - Iraque - Líbano - Malásia - Nepal - Omã - Paquistão - Catar - Singapura - Tailândia |

## Esportes
26 modalidades formaram o programa dos Jogos:
| - Atletismo - Badminton - Basquetebol - Boliche - Boxe - Canoagem - Ciclismo - Esgrima - Futebol - Ginástica - Golfe - Handebol - Hipismo | - Hóquei - Judô - Levantamento de peso - Lutas - Natação - Saltos ornamentais - Taekwondo - Tênis - Tênis de mesa - Tiro - Tiro com arco - Vela - Voleibol |

## Quadro de medalhas
País sede destacado.
| Ordem | País           | Medalha de ouro | Medalha de prata | Medalha de bronze |     |
| ----- | -------------- | --------------- | ---------------- | ----------------- | --- |
| 1     | China          | 94              | 82               | 46                | 222 |
| 2     | Coreia do Sul  | 93              | 55               | 76                | 224 |
| 3     | Japão          | 58              | 76               | 77                | 211 |
| 4     | Irã            | 6               | 6                | 10                | 22  |
| 5     | Índia          | 5               | 9                | 23                | 37  |
| 6     | Filipinas      | 4               | 5                | 9                 | 18  |
| 7     | Tailândia      | 3               | 10               | 13                | 26  |
| 8     | Paquistão      | 2               | 3                | 4                 | 9   |
| 9     | Indonésia      | 1               | 5                | 4                 | 10  |
| 10    | Hong Kong      | 1               | 1                | 3                 | 5   |
| 11    | Catar          | 1               |                  | 3                 | 4   |
| 12    | Bahrein        | 1               |                  | 1                 | 2   |
| 12    | Líbano         | 1               |                  | 1                 | 2   |
| 14    | Malásia        |                 | 5                | 5                 | 10  |
| 15    | Iraque         |                 | 5                | 2                 | 7   |
| 16    | Jordânia       |                 | 3                | 1                 | 4   |
| 17    | Kuwait         |                 | 1                | 7                 | 8   |
| 18    | Singapura      |                 | 1                | 4                 | 5   |
| 19    | Arábia Saudita |                 | 1                |                   | 1   |
| 20    | Nepal          |                 |                  | 8                 | 8   |
| 21    | Bangladesh     |                 |                  | 1                 | 1   |
| 21    | Omã            |                 |                  | 1                 | 1   |
| TOTAL | TOTAL          | 270             | 268              | 299               | 837 |